# Língua choápan
O Zapoteco Choápam (Zapoteco de Choápam; in Veracruz Zapoteco de San Juan Comaltepec) é uma língua Zapotec falada por cerca de 12 mil pessoas em Oaxaca, México.

## Escrita
No alfabeto latino usadopela língua não se usam as letras D, F, V, V, W. Usam-se as formas Ch, Dz, Dy, Tz, z̃. As 5 vogais apresentam formas sem diacríticos mais formas seguidas de apóstrofo, duplas com apóstrofo ou ? entre as duas letras.

## Fonologia

### Consoantes
|           | Bilabial | Alveolar | Pós-alveolar | Palatal | Velar | Glotal |
| --------- | -------- | -------- | ------------ | ------- | ----- | ------ |
| Nasal     | m        | n        |              |         | ŋ     |        |
| Plosiv    | p b      | t d      |              |         | k g   | ʔ      |
| Fricativa |          | s z      | ʃ ʒ          |         | (x)   |        |
| Africada  |          | t͡s d͡z    | t͡ʃ d͡ʒ        |         |       |        |
| Líquida   |          | l r      |              |         |       |        |
| Semivogal | w        |          |              | j       |       |        |

- [x] ocorre como um alofone de [k]
- [r] tem o alofone surdo [ṛ] quando em um segmento nasal (por exemplo, rná1baˀ2 [ṛnábaˀ]  (Eu pergunto))
- A pronúncia de [r] é variável, às vezes pronunciada como ápico-alveolar e com um a várias vibranteshos, sendo um o mais comum.

### Vogais
[i], [e], [ɛ], [o], [u], [a]
As vogais [i], [u], [a], [e] e [ɛ] são  nasalizadas quando seguidas por 'n' no final de uma palavra.

### Tons
Choapam Zapotec tem três tons indicados por acentos,  que são agudo, médio e grave, indicados respectivamente por [3] (sobrescrito 3), [2] (sobrescrito 2) , e [1] (sobrescrito 1), escrito após cada sílaba.

## Amostra  de texto
Naꞌra huaꞌ tu cuento quie chopa compadre. Naꞌra zujëꞌ lao yedyi quiejëꞌ. Tu compadre naquëꞌ benꞌ yëchiꞌ gula. Itu compadre rzaꞌnëꞌ rioguëꞌ rexiꞌnëꞌ dumi z̃e gula. Bëꞌ redyinnëꞌ zeyuꞌë por bolsa dumi na'. Naꞌ uyo tu compadre yenëꞌë z̃an yuꞌu quie compadre quienëꞌ. Bëꞌ bdyinnëꞌ z̃an yuꞌu quie compadre quienëꞌ, naꞌ ruꞌejëꞌ diꞌidzaꞌ cabëꞌ rzacanëꞌ bi de dumi quienëꞌ.
Espanhol
Entonces les voy a contar un cuento acerca de dos compadres. Ellos vivían en el mismo pueblo. Un compadre era muy pobre. El otro compadre andaba consiguiendo mucho dinero. Cuando venía traía el dinero en bolsas. Entonces el compadre fue a ver a su compadre a su casa. Cuando él llegó a la casa de su compadre, platicaron de su situación, que él no tenía dinero. 